# 카를로스 벨라스코 카르바요
카를로스 벨라스코 카르바요(스페인어: Carlos Velasco Carballo, 1971년 3월 16일, ~)는 스페인의 프로 축구 심판이다.

## 경력
그는 마드리드 협회 소속으로 2004년부터 라 리가 경기를 주관하기 시작하였고, 2008년에는 국제대회 경기도 맡기 시작하였다.
벨라스코 카르바요는 더블린에서 열린 포르투와 브라가 간의 2011 UEFA 유로파리그 결승전을 중재했었다.
2011년 12월 20일, UEFA는 UEFA 유로 2012에서 경기를 주관할 12명의 주심들 중 한명으로 그를 뽑았다. 벨라스코는 폴란드와 그리스 간의 개막전을 주관하여 그리스의 수비수 소크라티스 파파스타토풀로스를 전반전에 퇴장시키고, 후반전에는 폴란드 골키퍼 보이치에흐 슈쳉스니를 퇴장시켜 논란의 중심에 섰고, 바르샤바에서 열린 이 경기에서 양팀은 1-1로 비겼다. 그는 2014년 FIFA 월드컵의 브라질과 콜롬비아간 8강에서 진흙탕 승부를 벌인 경기도 비난의 표적이 되었고, 루이스 펠리피 스콜라리 브라질 감독은 네이마르가 콜롬비아 수비수 후안 카밀로 수니가의 무모한 방어로 등부상을 당해 대회에 더 출전할 수 없게 된 것에 대해 벨라스코가 "좀 더 적극적으로 경기를 제어했어야 한다"고 불평했다.